# Жуков Борок

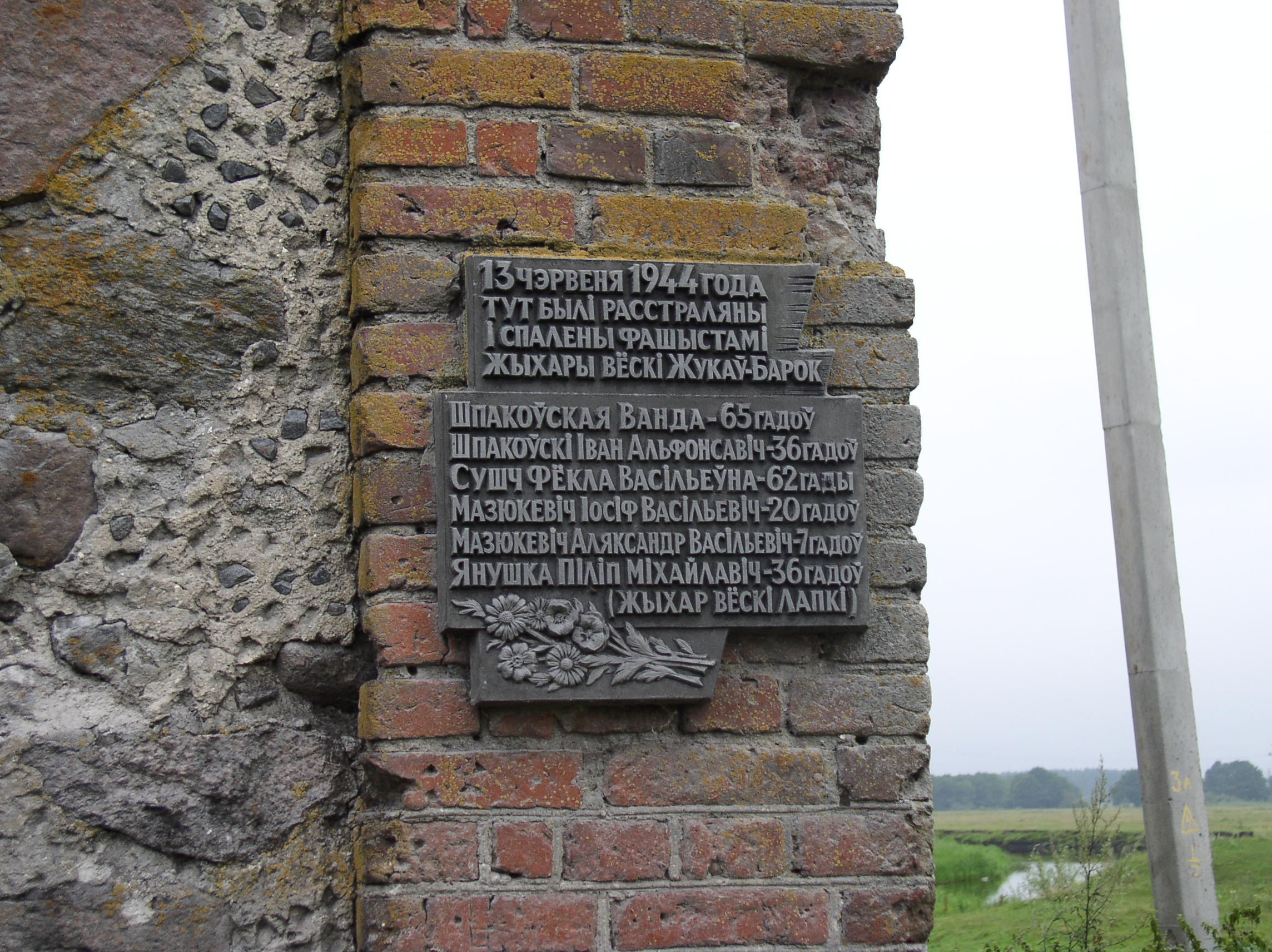
Памятный знак на мельнице

Жу́ков Боро́к (бел. Жукаў Барок) — деревня в Шашковском сельсовете Столбцовского района Минской области Беларуси.

## География
Находится в 12 км к северо-западу от Столбцов и в 12 км к северо-востоку от посёлка Мир близ границы Минской и Гродненской областей. Деревня стоит на правом берегу Немана при впадении в него реки Яченка.

## История
Находилась на дороге Минск-Мир, как части основного пути из Западной Европы в Москву. В этом месте размещалась паромная переправа через Неман.
Униатская церковь известна с 80-х гг. XVII в., уничтожена коммунистами во вт. пол. XX в.
Памятные знаки: Владиславу Сырокомле (в урочище Залучье), Юзефе Кодис, Саломону Маймону, Винценту Каротынскому, Адаму Плугу (Антонию Петкевичу), мирным жителям деревень сельсовета, сожженым в мельнице немецко-фашистскими захватчиками в 1943 г.
Деревне посвящена поэма Адама Плуга «Жуков Борок». Также её описывает в своей автобиографии известный философ и местный уроженец Саломон Маймон.

## Известные жители и уроженцы
- Маймон Соломон.
- Владислав Сырокомля.
- Адам Плуг.
- Юзефа Кодис[пол.].
- Винцент Каротынский.